# 卡爾頓普雷斯
卡爾頓普雷斯（英語：Carleton Place）是加拿大安大略省東南部拉納克縣一鎮，離首都渥太華市中心西南約46（29英里）。據2011年加拿大人口普查所示，卡爾頓普雷斯有9809名居民。
北美的1812年戰爭和歐洲的拿破侖戰爭相繼結束後，大批英國軍人從戰場返回家鄉，令當地經濟出現過剩人口；另一方面，英國政府亦希望增加上加拿大内陸地區的人口，並將該處建立為聖羅倫斯河沿岸以外的第二道防線以抵禦美國再度入侵。英國政府遂鼓勵退役軍人遷至此處，並於1816年在現拉納克縣境内設立貝克維斯鄉（Beckwith）來安置殖民。貝克維斯鄉内的主要聚落於1819年圍繞密西西比河上一處高約30尺的瀑布形成，以在此設立磨坊的早期殖民埃德蒙·默菲（Edmond Morphy）命名為默菲瀑布（Morphy's Falls），再於1829年改以蘇格蘭格拉斯哥的卡爾頓廣場為名。卡爾頓普雷斯於1870年正式建制為村，再於1890年改設為鎮。
安大略7號省道（橫加公路）為鎮内的主要幹道，向西經珀斯通往彼得堡、卡沃薩湖市以至大多倫多地區北部，向東北以高速公路資格通往渥太華市外圍。15號省道的北端亦位於卡爾頓普雷斯，在此與7號省道交匯，向南通往京士頓市外圍。

## 外部連結
- 维基共享资源上的相關多媒體資源：卡爾頓普雷斯
- （英文）The Town of Carlton Place（页面存档备份，存于）－卡爾頓普雷斯鎮政府官方網站